# Чемпионат мира по современному пятиборью среди юниоров 1981
Чемпионат мира по современному пятиборью среди юниоров 1981 года проводился в Западном Берлине  ФРГ 21 по 25 августа. На чемпионате все награды разыгрывались в личном и командном первенстве. Чемпионат завершился убедительной победой советских спортсменов. Анатолий Старостин завоевал золотую медаль чемпиона, команда СССР стала первой в командном первенстве.
Впервые в истории чемпионатов мира среди юниоров Анатолий Старостин завоевал почетное звание чемпиона в личном первенстве дважды 1978 и 1981 годах.

## Команда СССР
Наша команда выступала в следующем составе: Анатолий Старостин (олимпийский чемпион 1980 года, чемпион мира среди юниоров 1978 в личном первенстве), Алексей Хапланов (чемпион мира среди юниоров 1980 года) и Юрий Хоришко («Алга» г. Фрунзе). Старший тренер — Павел Леднев, для которого данный чемпионат стал дебютным в его тренерской карьере.

## Чемпионат мира среди юниоров
* Итоговые результаты. Личное первенство.
| Дисциплина        | Золото                    | Серебро         | Бронза                  |
| Личное первенство | Анатолий Старостин · СССР | М. Ребайн · ФРГ | Алексей Хапланов · СССР |

- Итоговые результаты.

| Место | Спортсмен          | Страна         | Сумма очков |
| ----- | ------------------ | -------------- | ----------- |
| 1.    | Анатолий Старостин | СССР           | 5470        |
| 2.    | М. Ребайн          | ФРГ            | 5324        |
| 3.    | Алексей Хапланов   | СССР           | 5282        |
| 4.    | Г. Хорват          | Швеция         | 5278        |
| 5.    | Р. Фелпс           | Великобритания | 5236        |
| 6.    | Ю. Теске           | ФРГ            | 5230        |
| 7.    | Ю. Хоришко         | СССР           | 5212        |
| 8.    | Я. Иджи            | Польша         | 5186        |
| 9.    | А. Мижзер          | Польша         | 5128        |
| 10.   | Ф. Ройстон         | Великобритания | 5124        |

* Итоговые результаты. Командное первенство.
| Дисциплина        | Золото                                                      | Серебро                      | Бронза               |
| Личное первенство | СССР · Анатолий Старостин · Алексей Хапланов · Юрий Хоришко | ФРГ · М. Ребайн · Ю. Теске · | Швеция · Г. Хорват · |

- Итоговые результаты.

| Место | Страна         | Сумма очков |
| ----- | -------------- | ----------- |
| 1.    | СССР           | 15 964      |
| 2.    | ФРГ            | 15 504      |
| 3.    | Швеция         | 15 356      |
| 4.    | Великобритания | 15 308      |
| 5.    | Венгрия        | 15 160      |
| 6.    | Польша         | 15 042      |
| 7.    | Франция        | 14 936      |
| 8.    | США            | 14 796      |
| 9.    | Финляндия      | 14 728      |
| 10.   | Чехословакия   | 14 460      |